# Oecothea ushinskii
Oecothea ushinskii är en tvåvingeart som beskrevs av Gorodkov 1959. Oecothea ushinskii ingår i släktet Oecothea och familjen myllflugor. Inga underarter finns listade i Catalogue of Life.